# Krauses Hoffnung
Krauses Hoffnung ist eine Filmkomödie aus dem Jahr 2019 und der sechste Film von Regisseur und Autor Bernd Böhlich in der Filmreihe um den pensionierten Polizeihauptmeister Krause, der von Schauspieler Horst Krause unter seinem bürgerlichen Namen gespielt wird.

## Handlung
Der ehemalige Polizeihauptmeister Horst Krause wird auf dem Weg nach Hause von einem Feuerwehrwagen überholt. In seinem Gasthof brennt es in der Küche, weil seine inzwischen etwas vergesslich gewordene Schwester Elsa eine Pfanne auf dem Herd stehengelassen hatte. Elsa hat auch vergessen, dass Krauses bester Freund Rolf-Dieter Schlunzke nach einem Sturz von der Leiter bei Reparaturarbeiten an einem Dach verstorben ist und mit wem ihre Schwester Meta verheiratet ist. Den Gasthof kann sie so nicht mehr bekochen. 
Krause macht sich große Sorgen und erkennt, dass der Gasthof dringend Hilfe braucht, lehnt es aber dennoch ab die junge Köchin Paula einzustellen, weil er sich nicht noch zusätzlich um deren kleinen Sohn kümmern will. Schließlich holt er seine Schwester Meta und deren Mann Rudi, den Krause nicht ausstehen kann, nach Schönhorst, wo die Familie über ihre Zukunft beraten soll. Rudi fährt bei der ersten Benutzung versehentlich Krauses Motorrad zu Schrott. Da hat Meta eine Idee: Um ihren Bruder auf andere Gedanken zu bringen, schlägt sie vor, dass die drei Geschwister im Wohnmobil in die alte Heimat nach Pommern reisen. Nach einigem Zögern willigt Krause ein. 
In ihrem alten Dorf angekommen, trifft Elsa den Nachbarn von damals, Lubo Kaczmarek, ihren Freund aus Kindertagen, und die alte Liebe zwischen ihr und Lubo flammt wieder auf. Bei der Heimkehr wird klar, warum Meta die Reise vorgeschlagen hatte: Rudi hat inzwischen den Gasthof zur Pacht angeboten und die Arbeiten für die Eröffnung eines griechischen Restaurants sind in vollem Gange. Voller Wut fährt Krause mit Rudis Wohnmobil davon und landet auf einem Zeltplatz, wo er Paula wieder trifft, die als Vertretung der Küchenhilfe auf dem Platz mit ihrem Sohn Tim untergekommen ist. Krause ändert seine Einstellung und bietet ihr nun doch die Stelle in seinem Gasthof an. Paula nimmt an und er fährt mit ihr und Tim nach Hause. 
Elsa und Paula sind nun gemeinsam für die Küche verantwortlich, Krause freundet sich mit dem kleinen Tim an und schafft es sogar gelegentlich mit Rudi zusammenzuarbeiten. Als Tim über Langeweile klagt, weil es hier nicht einmal ein Kino gibt, hat Rudi eine Idee und organisiert einen Freiluftkino-Abend, der allen großen Spaß macht. 
Inzwischen hat sich Krause dazu überwunden, mit Rudis Hilfe das Internet zu benutzen um in Polen Lubo Kaczmarek, Elsas Freund, ausfindig zu machen, und nicht lange danach steht dieser mit einem Koffer in der Hand vor Elsa, um nun in Schönhorst zu bleiben.

## Hintergrund
Die ARD sendete den Film erstmals am 1. Februar 2019, einem Freitagabend, um 20.15 Uhr. Es ist die erste Produktion der Filmreihe ohne Andreas Schmidt. Der Schauspieler, der zuletzt in Krauses Glück (2016) als Krauses bester Kumpel Rolf-Dieter Schlunzke zu sehen war, war im September 2017 verstorben.

## Kritik
Wilfried Geldner von Prisma „staunt über eine geradezu waghalsige Entschleunigung, die hier bei der Wiederherstellung von Heimat um sich greift.“